# Santa Maria della Purificazione in Banchi
Santa Maria della Purificazione in Banchi, även benämnd Santa Maria in Candelora och Santo Stefano de Ponte, var en kyrkobyggnad i Rom, helgad åt Jungfru Maria. Kyrkan var belägen i Rione Ponte, vid dagens Via del Banco di Santo Spirito / Largo Ottavio Tassoni. ”Purificazione” (italienska ’rening’) anger att kyrkan var invigd åt Jungfru Marie kyrkogång. ”Candelora” är italienskans ord för Kyndelsmässodagen.

## Kyrkans historia
Kyrkan nämns i en bulla promulgerad 1186 av påve Urban III; bullan uppräknar den bland filialerna till församlingskyrkan San Lorenzo in Damaso. Kyrkan benämns Santo Stefano de Ponte, vilken anger att den ursprungligen var helgad åt den helige Stefanos.
År 1444 överlät påve Eugenius IV den då nedgångna kyrkobyggnaden åt Confraternita dei Transalpini, som lät restaurera den och helga den åt Jungfru Maria med namnet Santa Maria dei Transalpini eller Santa Maria delle Quattro Nazioni. Dessa fyra nationer syftar på fransmän, burgunder, lorrainare och savojarder.
Kyrkans absid restaurerades 1732 och nya konstverk beställdes. Absiden rasade dock delvis 1795, vilket innebar att man tvingades att återuppbygga denna och högaltaret. År 1870 företogs ånyo en restaurering, denna gång av kyrkans golv.
Kyrkans takfresk framställde Herrens omskärelse, utförd av Giulio Romanos skola, och högaltaret hade en ikon föreställande Jungfru Maria.

## Rivning
Kyrkan Santa Maria della Purificazione in Banchi revs 1888 vid anläggandet av Corso Vittorio Emanuele II, som förbinder Piazza del Gesù med Piazza Pasquale Paoli vid Ponte Vittorio Emanuele II. Kyrkans 1400-talsfasad med två skulpterade lejon kan beskådas på gården till Palazzo di San Luigi dei Francesi.

## Bilder

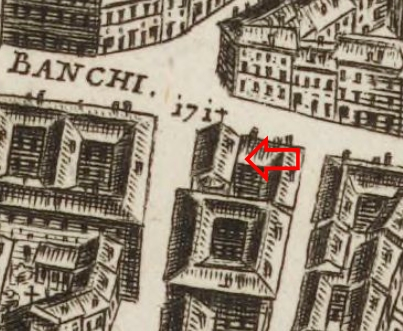
Santa Maria della Purificazione in Banchi (vid den röda pilen) på Giovanni Battista Faldas Rom-karta från 1676.
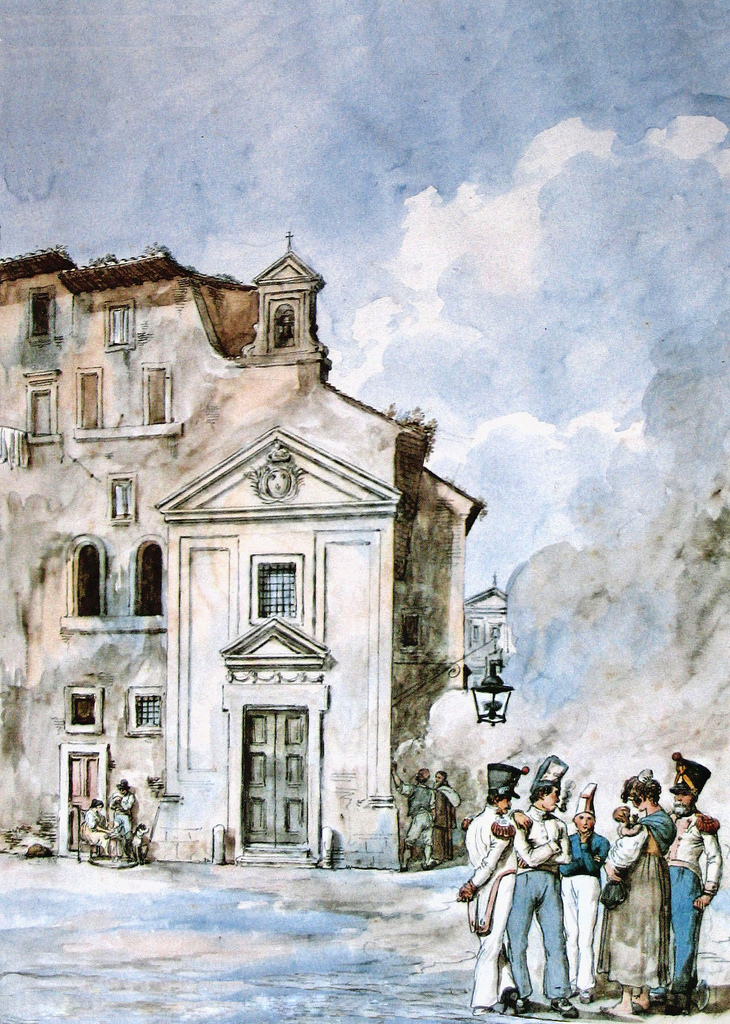
Santa Maria della Purificazione in Banchi. Akvarell av Achille Pinelli 1834.